# Марінес (Валенсія)
Марінес (ісп. Marines) — муніципалітет в Іспанії, у складі автономної спільноти Валенсія, у провінції Валенсія. Населення — 1795 осіб (2010).

## Географія
Муніципалітет розташований на відстані близько 280 км на схід від Мадрида, 26 км на північний захід від Валенсії.
На території муніципалітету розташовані такі населені пункти: (дані про населення за 2010 рік)
- Марінес: 1718 осіб
- Марінес-В'єхо: 77 осіб

## Демографія
Динаміка населення (INE ):

## Галерея зображень

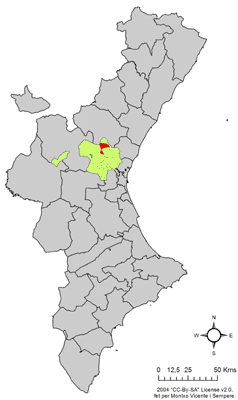
Розташування муніципалітету Марінес у автономній спільноті Валенсія
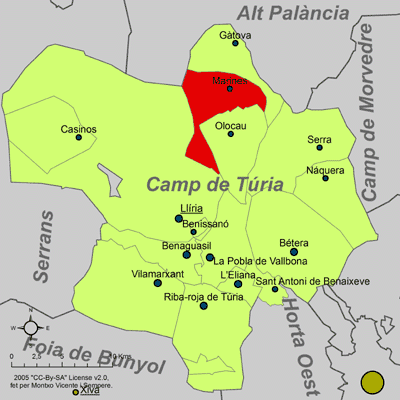
Розташування муніципалітету Марінес у комарці Кампо-де-Турія